# Charles Snelling
Charles Frederick Theodore Snelling (Toronto, 17 settembre 1937) è un ex pattinatore artistico su ghiaccio canadese, specializzato nel singolo.

## Palmarès
| Internazionali               | Internazionali | Internazionali | Internazionali | Internazionali | Internazionali | Internazionali | Internazionali | Internazionali | Internazionali | Internazionali |
| Event0                       | 1953           | 1954           | 1955           | 1956           | 1957           | 1958           | 1964           | 1965           | 1966           | 1967           |
| ---------------------------- | -------------- | -------------- | -------------- | -------------- | -------------- | -------------- | -------------- | -------------- | -------------- | -------------- |
| Giochi olimpici invernali    |                |                |                | 8°             |                |                | 13°            |                |                |                |
| Campionati mondiali          |                | 7°             | 8°             | 4°             | 3°             | 11°            | 12°            |                | 11°            |                |
| North American Championships |                |                | 3°             |                | 2°             |                |                |                |                |                |
| National                     |                |                |                |                |                |                |                |                |                |                |
| Campionati canadesi          | 2°             | 1°             | 1°             | 1°             | 1°             | 1°             | 1°             | 2°             | 2°             | 3°             |